# Futbolniy Klub Dynamo Kyiv

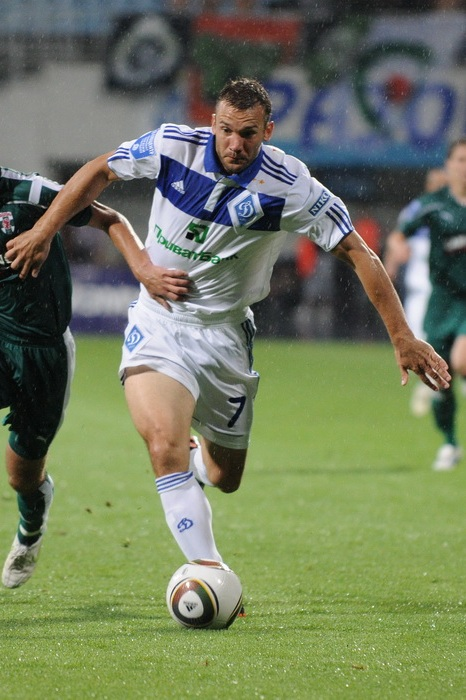
Andriy Shevchenko é um dos maiores jogadores da história do clube.

O Futbolniy Klub Dynamo Kyiv (em ucraniano: Футбольний клуб «Динамо» Київ), mais conhecido como Dynamo Kyiv, e em países lusófonos como Dínamo de Kiev, é um clube de futebol profissional com sede em Kiev, capital da Ucrânia.
Fundado em 13 de maio de 1927, o clube passou toda a sua história entre as principais equipes da liga soviética e posteriormente ucraniana. Atualmente, participa do Campeonato Ucraniano de Futebol.
Conquistou dezessete Campeonatos Nacionais, onze Copas da Ucrânia, seis Supercopas da Ucrânia, uma Supercopa Europeia e duas Taça dos Clubes Vencedores de Taças, essas últimas conquistas relevantes da segunda competição em realce da UEFA. Além disso, conquistou treze Campeonatos Soviéticos, nove Copas e três Supercopas Soviéticas, tornando-se o clube mais bem-sucedido da história da liga soviética.
A casa do Dínamo é o Estádio Dínamo Lobanovsky de 16.873 lugares, com jogos de maior importância disputados no Estádio Olímpico de Kiev.
O Dinamo de Kiev teve um dos mais conhecidos jogadores do mundo, Andriy Shevchenko.
Atualmente, seu principal rival no futebol é o Shakhtar Donetsk, com quem faz o clássico denominado Dérbi Ucraniano.

## História

### O Jogo da Morte (1942)
Foi uma partida de futebol não-oficial disputada em 1942 por prisioneiros de guerra soviéticos e soldados nazistas da Wehrmacht. O time soviético, formado em sua maioria por ex-jogadores do Dínamo de Kiev, derrotou os alemães, mesmo sabendo que as consequências de tal feito poderiam ser fatais.
Muitas fontes não oficiais oferecem um relato exagerado da história, afirmando que o time inteiro teria sido executado logo após a partida. Na verdade, pouco tempo depois, alguns jogadores foram de fato presos e torturados pela Gestapo. Mas não há nenhuma comprovação histórica de que isso tenha relação com a partida de futebol.
A alegação era de que esses jogadores pertenceriam à NKVD (a polícia política da União Soviética). Um dos presos, Mykola Korotkykh, morreu sob tortura. Outros foram enviados ao campo de trabalho de Syrets.
Entre os sobreviventes após a guerra estavam Fedir Tyutchev, Mikhail Sviridovskiy e Makar Goncharenko, que se tornaram os responsáveis por propagar na cultura popular soviética a história de sua partida contra os nazistas.

### A Rixa de Kiev
O Dínamo era o time mais bem sucedido do Campeonato Soviético e o maior da Ucrânia, e vivia uma grande rivalidade com o Spartak Moscou, clube mais popular da Rússia. No campeonato de Outono de 1976, na última rodada, o FC Torpedo liderava a tabela, mesmo após uma derrota por 1–0 contra o FC Ararat. Ao mesmo tempo, o Dínamo de Kiev, em segundo lugar, após uma vitória contra o Spartak, ameaçava tomar a primeira posição, caso ganhasse novamente da equipe. No segundo jogo, o Torpedo empatou, e bastava ao Dínamo que repetisse a vitória contra o Spartak para que se tornasse o campeão daquele ano. Por outro lado, a situação do Spartak era complicada, precisaria da vitória para escapar do rebaixamento, portanto perder aquele jogo seria terrível para ambas as equipes.

A partida, realizada em Kiev, terminou empatada, tirando tanto o título de campeão do Dínamo como também a permanência do Spartak na divisão principal. Raivosos pela perda do título, os torcedores de Kiev, que lotaram todo o estádio para ver o time tornar-se campeão, invadiram o setor da torcida do Spartak. Como a polícia soviética havia limitado o número de ingressos para os torcedores russos, tentando evitar tumultos, a torcida do Spartak no estádio naquele dia era minúscula, com menos de 500 pessoas. Durante o imprevisto, a polícia e torcedores pacíficos de ambas as equipes formaram um escudo, para tentar evacuar os torcedores mais sensatos das arquibancadas e do estádio. Apesar da evacuação ter sido bem sucedida, três torcedores do Spartak morreram e centenas de presentes ficaram feridos enquanto tentavam sair. O alto número de torcedores do Dínamo foi um fator positivo, já que a grande maioria deles não era composta de fanáticos, e colaboraram com a evacuação, enquanto que se apenas fanáticos estivessem no estádio naquele dia, o ocorrido poderia ter sido muito pior. O evento é até hoje lembrado com um ato de heroísmo por parte dos torcedores do Spartak.

### Liga dos campeões 2015–16
O Dínamo foi sorteado no grupo G da Liga dos Campeões 2015–16, ao lado de Chelsea, Porto e Maccabi Tel Aviv. Parecia que o clube ucraniano seria eliminado da competição, mas na penúltima rodada conseguiu uma heroica vitória sobre o Porto, em Portugal, por 2x0. Na última rodada, o time só precisou bater o Maccabi por 1x0 e avançar para as oitavas do lado do Chelsea.
Nas oitavas o clube foi sorteado com o Manchester City. Perdeu a partida de ida na Ucrânia por 3x1. Na Inglaterra empate em 0x0, e o Dínamo acabou eliminado.
Apesar disso, foi um saldo positivo, pois o clube voltou a passar de fase de grupos depois de mais de dez anos.

## Títulos
| CONTINENTAIS                             | CONTINENTAIS                    | CONTINENTAIS | CONTINENTAIS |
|                                          | Competição                      | Títulos      | Temporadas |
| ---------------------------------------- | ------------------------------- | ------------ | --- |
|                                          | Recopa Europeia da UEFA         | 2            | 1974–75, 1985–86 |
|                                          | Supercopa Europeia              | 1            | 1975 |
| NACIONAIS DA UCRÂNIA (1992–HOJE)         |                                 |              | |
|                                          | Competição                      | Títulos      | Temporadas |
|                                          | Campeonato Ucraniano Recordista | 17           | 1992–93 1993–94, 1994–95, 1995–96, 1996–97, 1997–98, 1998–99, 1999–00, 2000–01, 2002–03, 2003–04, 2006–07, 2008–09, 2014–15, 2015–16, 2020–21, 2024–25 |
|                                          | Copa da Ucrânia                 | 13           | 1993, 1996, 1998, 1999, 2000, 2003, 2005, 2006, 2007, 2014, 2015, 2020, 2021                                                                           |
|                                          | Supercopa da Ucrânia            | 9            | 2004, 2006, 2007, 2009, 2011, 2016, 2018, 2019 e 2020                                                                                                  |
| NACIONAIS DA UNIÃO SOVIÉTICA (1936–1991) |                                 |              | |
|                                          | Competição                      | Títulos      | Temporadas |
|                                          | Campeonato da URSS              | 13           | 1961, 1966, 1967, 1968, 1971, 1974, 1975, 1977, 1980, 1981, 1985, 1986, 1990                                                                           |
|                                          | Copa da URSS                    | 9            | 1954, 1964, 1966, 1974, 1978, 1982, 1985, 1987, 1990                                                                                                   |
|                                          | Supercopa da URSS               | 3            | 1980, 1985, 1986 |
|                                          | Total de Títulos                | 67           | 3 Continentais, 39 Nacionais da Ucrânia e 25 Nacionais da URSS                                                                                         |

 Campeão Invicto

## Treinadores do clube
- Anatoliy Puzach
- Mykhailo Fomenko
- Oleg Blokhin
- Yozhef Sabo
- Volodymyr Onyschenko
- Mykola Pavlov
- Valery Lobanovsky
- Oleksiy Mykhaylichenko
- Anatoly Demyanenko
- Yuri Semin
- Mircea Lucescu

## Elenco
Última atualização: 02 de agosto de 2025

## Rivalidades
Uma das maiores rivalidades protagonizada pelo Dínamo, curiosamente, não existe mais. O primeiro grande rival do time de Kiev foi o Spartak Moscou, clube mais popular da Rússia, quando ambos jogavam pelo campeonato soviético. A grande popularidade dos dois times e a disputa para provar qual deles era superior deu origem a esta rivalidade "internacional", considerada a maior do Leste Europeu, o chamado Clássico Soviético. O Dínamo saiu com mais títulos no campeonato soviético, um total de 13 contra 12. Mas o Spartak teve mais vitórias, quando se trata de confrontos diretos. A rivalidade acabou quando os dois times passaram a disputar campeonatos nacionais diferentes. Mesmo assim, nos torneios europeus, a rivalidade ressurge quando as duas equipes precisam se enfrentar.
Com a desintegração da URSS e o fim da rivalidade Kiev-Moscou, por não mais existir o campeonato soviético, o principal rival do Dínamo é o Shakhtar Donetsk. A rivalidade entre os dois times da Ucrânia, maioritariamente conhecido como Dérbi Ucraniano, é o confronto futebolístico que envolve os dois clubes ucranianos com melhor historial de títulos a nível nacional e os únicos que conquistaram troféus internacionais.